# Mama-Lau (Ort)
Mama-Lau (Mamalau) ist eine osttimoresische Siedlung im Suco Mau-Nuno (Verwaltungsamt Ainaro, Gemeinde Ainaro). Mama-Lau liegt in einem Tal am Nordhang auf einer Meereshöhe von 1243 m, nordwestlich des Berges Mamalau in der Aldeia Mama-Lau. Nur eine Piste aus dem Suco Mau-Ulo verbindet das Gebiet mit der Außenwelt. In dem Tal entspringen zwei Bäche. Der nach Osten abfließende Bach gehört zum System des Belulik, der westliche zum System des Mola.
Mama-Lau wurde in der indonesischen Besatzungszeit aufgelöst und die Bewohner wurden an die Stelle des heutigen Hauptortes Mau-Nuno umgesiedelt, wo auch die anderen Bewohner des Sucos hinkamen. Heute besteht die Siedlung nur aus ein paar einzelnen, verstreuten Hütten.